# Bonnanaro
Bonnanaro là một đô thị ở tỉnh Sassari trong vùng Sardinia, có khoảng cách khoảng 150 km về phía bắc của Cagliari và cách khoảng 30 km southvề phía đông của Sassari. Tại thời điểm ngày 31 tháng 12 năm 2004, đô thị này có dân số 1.099 người và diện tích là 21,8 km².
Bonnanaro giáp các đô thị: Bessude, Borutta, Mores, Siligo, Torralba.